# كيمياء إلكترونية

الكيمياء الإلكترونية هي فرع من فروع الكيمياء (خصوصا الكيمياء الكهربائية) والإلكترونيات تتعامل مع المستشعرات الكيميائية البصرية والمستشعرات الكهروكيميائية.
- ألكسندر فرومكن كان أحد رواد هذا المجال.

## اقرأ أيضا
- إلكترونيات حيوية.
- الهندسة الكهروكيميائية.
- مكشاف.
- الكيمياء الكهربائية.